# Jen Psaki
Jennifer Rene (Jen) Psaki (Stamford, 1 december 1978) is een Amerikaanse politiek adviseur en journalist. Ze is werkzaam voor de nieuwszender MSNBC. Van 20 januari 2021 tot 13 mei 2022 was ze de perschef van het Witte Huis onder president Joe Biden. Eerder was ze woordvoerder van het Amerikaanse ministerie van Buitenlandse Zaken en bekleedde ze verschillende senior pers- en communicatiefuncties tijdens het presidentschap van Barack Obama. Ze is ook werkzaam geweest voor CNN.

## Jeugd en onderwijs
Jen Psaki werd geboren in Stamford (Connecticut), als dochter van James R. Psaki en Eileen Dolan Medvey. Haar vader is een gepensioneerde vastgoedontwikkelaar en haar moeder is psychotherapeut. Ze is van Ierse, Griekse en Poolse afkomst. Ze behaalde in 1996 haar diploma aan de Greenwich High School. In 2000 studeerde ze af aan het College of William & Mary met een graad in Engels en sociologie. Ze was lid van de studentenvereniging Chi Omega. Bij William & Mary was Psaki twee jaar lang een competitieve rugslagzwemmer voor het atletische team van de school.

## Carrière

### Vroege carrière
Psaki begon haar carrière in 2001 in de staat Iowa, waar ze medewerkster was van de herverkiezingscampagnes van senator Tom Harkin en gouverneur Tom Vilsack, beiden Democraten. Daarna fungeerde ze als plaatsvervangend perschef voor de presidentiële campagne van John Kerry in 2004. Van 2005 tot 2006 was Psaki communicatiedirecteur van Joseph Crowley (toenmalig lid van het Huis van Afgevaardigden) en regionaal perschef van het Democratic Congressional Campaign Committee.

### Regering-Obama
Tijdens de presidentiële campagne van 2008 van senator Barack Obama trad Psaki op als reizende perschef. Nadat Obama de verkiezingen had gewonnen, volgde Psaki hem naar het Witte Huis als plaatsvervangend perschef. Ze werd op 19 december 2009 gepromoveerd tot plaatsvervangend communicatiedirecteur en behield die functie tot 22 september 2011, toen ze benoemd werd tot vicepresident en managementdirecteur bij de PR-firma Global Strategy Group in Washington D.C. 
In 2012 keerde Psaki terug naar de politieke communicatie als perschef voor de herverkiezingscampagne van president Obama. Op 11 februari 2013 werd ze vervolgens aangesteld als woordvoerder van het Amerikaanse ministerie van Buitenlandse Zaken. Haar aanwerving voedde de speculatie dat ze de beoogd opvolger zou worden van de toenmalige perschef van het Witte Huis, Jay Carney, maar op 30 mei 2014 werd aangekondigd dat Josh Earnest Carney's opvolger werd. In 2015 keerde Psaki alsnog terug naar het Witte Huis toen ze benoemd werd tot communicatiedirecteur, een functie die ze bekleedde tot het einde van de regering-Obama in 2017.
Op 7 februari 2017 ging Psaki aan de slag als politiek commentator bij CNN.

### Regering-Biden
Nadat Joe Biden in november 2020 de presidentsverkiezingen had gewonnen, verliet Psaki CNN om zich bij diens overgangsteam te voegen. Later die maand werd Psaki benoemd tot perschef van het Witte Huis. Ze hield haar eerste persconferentie in de avond van 20 januari 2021, na de inauguratie van Biden.
In mei 2022 legde Psaki haar taken als perschef neer om als politiek analist in dienst te treden bij MSNBC.

## Persoonlijk
In 2010 trouwde Psaki met Gregory Mecher, een plaatsvervangend financieel directeur bij het Democratic Congressional Campaign Committee. Ze hebben twee kinderen.